# Поградечани
Поградечани са жителите на град Поградец, Албания. Това е списък на най-известните от тях.

## Родени в Поградец
А — Б — В — Г — Д —
Е — Ж — З — И — Й —
К — Л — М — Н — О —
П — Р — С — Т — У —
Ф — Х — Ц — Ч — Ш —
Щ — Ю — Я

### А
- Алби Ала (р. 1993), албански футболист
- Алби Чекичи (р. 1992), албански футболист
- Анастас Костандини (р. 1954), албански художник
- Анди Кулоли (р. 1991), албански футболист
- Ариф Старова, историк от СР Македония

### В
- Вангел Згуро (р. 1993), албански футболист
- Вулнет Старова (1934 – 1995), професор и политик от Република Македония

### Д
- Димитър Джувани (1934 – 2009), албански писател

### Е
- Ендри Чекичи (р. 1996), албански футболист
- Енкелейд Пенгу (р. 1996), албански футболист
- Енеа Колики (р. 1986), албански футболист
- Ермира Бабалиу, албанска певица
- Есат Октрова (1930 – 2001), албански актьор

### К
- Клисман Цаке (р. 1999), албански футболист
- Крешник Гята (р. 1983), албански плувец
- Кристи Пиндери (р. 1982), албански гей активист

### Л
- Ламби Гегприфти (р. 1942), албански комунистически политик
- Ласгуш Порадеци (Лазар Гушо, 1899 – 1987), албански поет и писател
- Луан Старова (р. 1941), албански поет и писател и политик от Северна Македония
- Луис Мато (1902 – 1989), американски бизнесмен и политик

### М
- Мариета Ляря (р. 1955), албанска актриса
- Матеос Цаке (р. 1995), албански футболист
- Митруш Кутели (Димитър Паско, 1907 – 1967), албански писател

### С
- Скъндер Селими (1933 – 2015), албански хореограф и балетмайстор

### Ю
- Юргерси Личколари (р. 1991), албански футболист

## Починали в Поградец

### А
- Адриано Аугуадри (1897 – 1941), италиански офицер

### Д
- Дамян Коконеши (1886 – 1973), албански духовник, тирански и албански архиепископ
- Джоджо Баничанов (? – 1917), български революционер, войвода на ВМОРО

### К
- Кармине Лидоничи (? – 1941), италиански офицер

## Други
- Ермира Бабалиу, албанска певица
- Лири Сейтлари (р. 1957), албанска поетеса
- Хайдар Блошми (1860 – 1936), албански политик, депутат от Поградец